# Humata patens
Humata patens là một loài dương xỉ trong họ Davalliaceae. Loài này được Sw. Desv. mô tả khoa học đầu tiên năm 1827.